# Gonzalo Baglivo
Gonzalo Leandro Baglivo (n. Remedios de Escalada, Provincia de Buenos Aires, Argentina; 26 de febrero de 1996) es un futbolista argentino. Se desempeña como centrocampista y actualmente milita en Unión San Felipe de la Primera B de Chile.

## Trayectoria
Producto de las divisiones inferiores de Lanús, donde se unió el 2006, apareció en la Copa Libertadores Sub-20 de 2016. En enero de 2017, fue contratado por UT Cajamarca de la Primera División del Perú. Jugó en 23 partidos durante su primer temporada, una de las cuales fue en una victoria 2-0 ante Sport Huancayo el 14 de abril, en donde marcó su primer gol como profesional. Se mantuvo por dos temporadas en Perú, jugando en 49 partidos, marcando goles ante Universidad de San Martín, Ayacucho y Comerciantes Unidos; además participó en la Copa Sudamericana 2018.
El 24 de enero de 2019 fue anunció como nuevo jugador de Deportivo Morón de la Primera B Nacional.En octubre de 2020 es anunciado como nuevo jugador de Deportivo Camioneros del Torneo Federal A. Para diciembre de 2023, es anunciado como fichaje de Deportes Quindío coin miras al torneo de Primera B 2024. El 16 de diciembre de 2024, ficha por Unión San Felipe de la Primera B de Chile, con vistas a la temporada 2025.

## Clubes
| Club                 | País      | Año       |
| -------------------- | --------- | --------- |
| UT Cajamarca         | Perú      | 2017-2019 |
| Deportivo Morón      | Argentina | 2019-2020 |
| Deportivo Camioneros | Argentina | 2020-2023 |
| Deportes Quindío     | Colombia  | 2024      |
| Unión San Felipe     | Chile     | 2025-Act. |